# Кирил Янков
Кирил Янков Матинов е български учител и революционер, секретар на Крушевския околийски комитет на Вътрешната македоно-одринска революционна организация.

## Биография
Кирил Янков е роден в кайлярското село Дебрец, днес Анарахи, Гърция. На 1 септември 1895 година става учител в Крушево. На 7 септември 1895 година от Прилеп пристигат Павел Христов и Никола Мильовски, които го покръщават във ВМОРО и му възлагат да организира революционен комитет в Крушево, което той прави на 14 септември, Кръстовден, в Демирова кория.
По време на Илинденско-Преображенското въстание Янков е член на въстаническия щаб на Крушевската република. По-късно е български учител в Костур, Воден, Петрич и други.
Междусъюзническата война в 1913 година го заварва в Егейска Македония. Преследван от новите гръцки власти, Янков емигрира в България, където умира в 1930 година.
Негов син е Минчо Киров Янков, деец на Кайлярското благотворително братство в София.